# Эраствере
Э́раствере (эст. Erastvere, нем. Errestfer) — деревня в волости Канепи (уезд Пылвамаа, юго-восточная Эстония).

## География
Расположена к юго-востоку от посёлка Канепи. Через деревню проходит шоссе Таллин—Тарту—Выру—Лухамаа (E263). Центр деревни находится у озера Эраствере, из которого берёт начало река Ахья. Река Выханду также протекает через Эраствере.

## Население
По данным переписи населения 2011 года в деревне проживали 286 человек, из них 249 (87,1 %) — эстонцы.

## История
В прошлом в Эраствере находилась Эрастверская мыза. Главное здание (господский особняк) мызы не сохранилось до наших дней, на его месте построен детский дом.
29 декабря 1701 года в ходе Северной войны в трёх километрах от Эраствере прошло сражение между русской и шведской армиями, получившее название Битва при Эрестфере (сейчас на месте сражения находится деревня Магари). Некоторое время спустя миргородский полковник Даниил Апостол с 3 казачьими полками снова разбил шведов близ Эраствере и взял до 2 тысяч пленных.

## Известные личности
В Эраствере родился скульптор Аугуст Вейценберг.

## Галерея

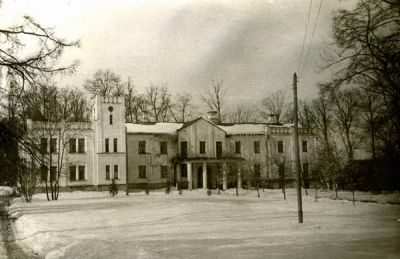
Мыза Эраствере
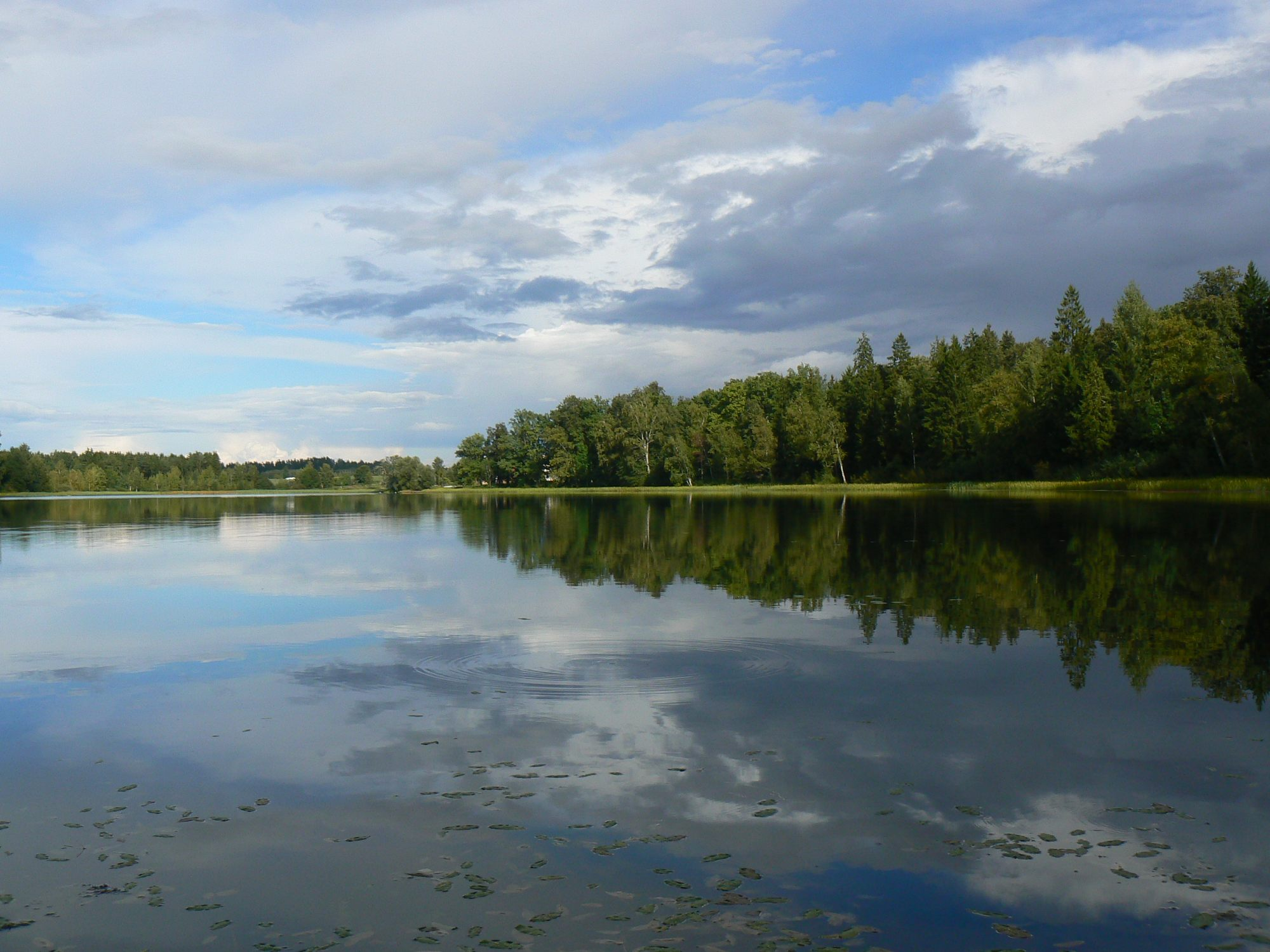
Озеро Эраствере
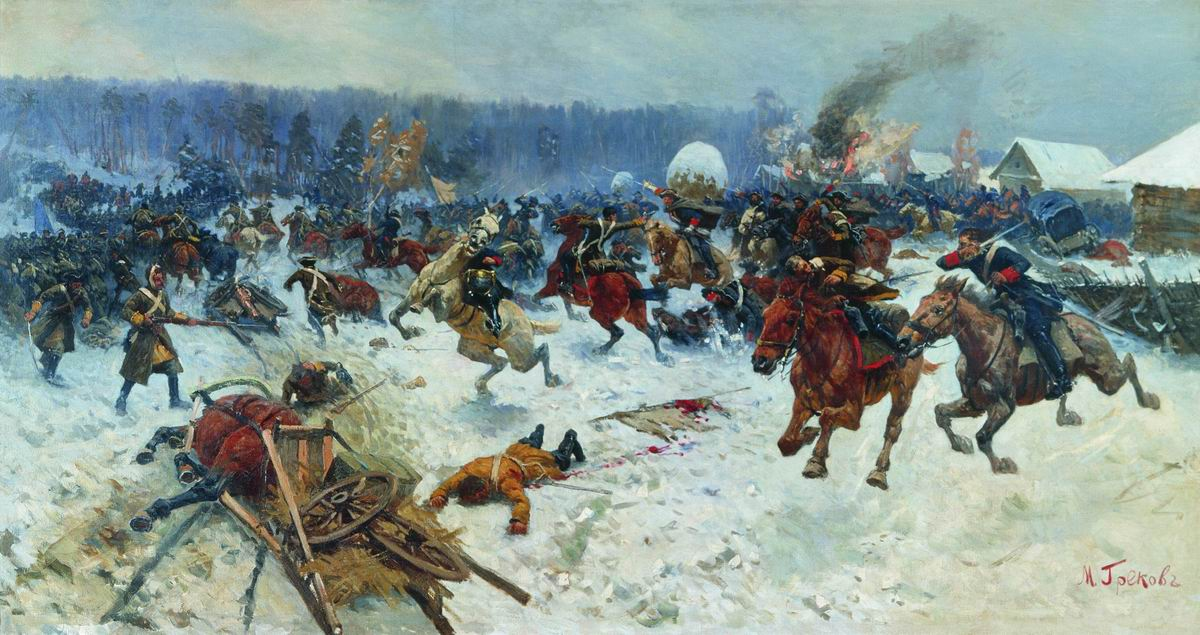
М. Б. Греков.«Атака шведов ярославскими драгунами у деревни Эрестфер 29 декабря 1701 года»